# Elecciones regionales de Venezuela de 1989
Las elecciones regionales de Venezuela de 1989 se realizaron el domingo 3 de diciembre de 1989 para elegir a las autoridades administrativas estadales y municipales de las entidades federales para el trienio constitucional 1990-1993, desde el 23 de enero de 1990 hasta el 23 de enero de 1993, siendo elegidos por los habitantes de cada Estado su respectivo Gobernador, y en cada municipio su respectivo Alcalde, concejo municipal y juntas parroquiales.
Estas elecciones fueron las primeras realizadas en la historia del país para elegir de manera directa a los Gobernadores de los Estados, los cuales anteriormente eran designados por libre nombramiento por el presidente que estuviese de turno. A su vez, fueron las primeras elecciones realizadas para elegir por primera vez a los Alcaldes por voto directo y las primeras para elegir a los concejales municipales mediante el sistema de representación proporcional mixta, siendo la primera elección general de la democracia venezolana en implementar este sistema, el cual posteriormente sería implementado para elegir al Congreso y a las Asambleas Legislativas.
En este proceso electoral se eligieron alrededor de 20 Gobernadores, 269 alcaldías municipales y más de 2000 concejales y miembros de las juntas parroquiales a nivel federal, siendo elegidos para un periodo de 3 años, .  
Cabe resaltar que los miembros de las Asambleas Legislativas estadales no eran elegidos en esta elección, ya que estas eran elegidas en conjunto con las elecciones generales cada cinco años (Presidente de la República y Congreso de la República) 

## Antecedentes

### Régimen Constitucional
La Constitución vigente de aquella época, la de 1961, no establecía explícitamente en ningún artículo el modo de elección de los poderes locales y  estadales, es decir, a los Gobernadores, concejales y miembros de las Asambleas legislativas, sino dejándolo bajo libre albedrío al Congreso de la República para regularlo por medio de una ley orgánica (artículo 22).
En otro artículo, por su parte, regulaba que el periodo constitucional de las autoridades locales electas por voto popular no debía ser menor a 2 años ni mayor a 5 años, siendo regulado este último punto por medio de dicha ley. 

#### antigua regulación
Bajo estos términos, el Congreso promulgó posteriormente leyes orgánicas que regularon el poder estadal y municipal, siendo la última de este tipo en 1978, cuando se promulga en dicho año la Ley Orgánica de Régimen Municipal; el cual se caracterizó por poseer los siguientes puntos: 
- los gobernadores de los Estados eran designados por libre nombramiento y remoción por el presidente de la República por el tiempo que fuera necesario, dependiendo de la confianza que este llegara a tener con el Ejecutivo nacional, actuando como representantes directos del Poder ejecutivo nacional en cada estado del país, y no como gobernantes plenos de cada región, a pesar de ser un régimen federal.
- El territorio estaba dividido en Distritos, lo que actualmente son los que consideramos a los municipios. Cada distrito se dividía en municipios, y en el municipio que fuera la cabecera distrital se elegían 7 o más concejales para un periodo de cinco años, siendo estos la representación legal de todo el distrito ante el resto del Estado, a pesar de no ser elegidos por todos los habitantes. mientras que, en los municipios que no fueran cabecera de distrito, se elegía una junta comunal, compuesta por al menos 3 miembros ni mayor a 7, siendo garantes de la buena gestión local en su comunidad, y duraban el mismo tiempo que los concejales;
- Por otro lado, en los distritos con una población superior a 100 000 habitantes, se elegía a los alcaldes municipales, los cuales eran designados por los concejos municipales de su distrito por un periodo anual y renovable. estos actuaban como máxima autoridad administrativa del distrito y dirigía el gobierno local. este a su vez nombraba los prefectos municipales, los cuales eran el representante legal del presidente municipal en cada municipio que no era cabecera del distrito.

### Reforma institucional y Descentralización del Estado
Debido a la poca autonomía que había entre los poderes legislativos y ejecutivo en el ámbito local y la fuerte dependencia que había en el país entre un estado con el gobierno central, degenerando así en las competencias de autonomía administrativa y de desarrollo regional, hicieron que muchos sectores de la vida política venezolana propusieran reformas y alternativas para descentralizar el país.

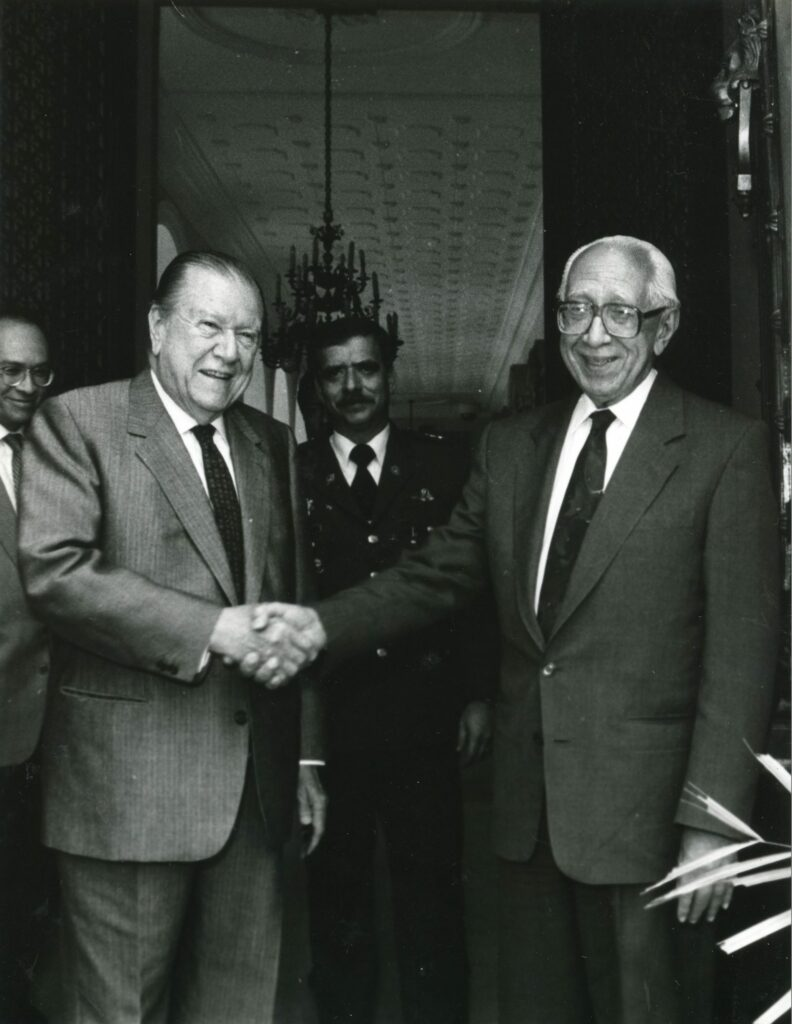
Rafael Caldera, expresidente de la república y líder de COPEI, y Ramón J. Velásquez, expresidente de la COPRE, fueron figuras clave en el desarrollo de la descentralización territorial del poder público y, consecuentemente, en la elección por voto directo para gobernadores y alcaldes.

A mediados de 1981, el problema fue planteado por el gobierno nacional del presidente Luis Herrera Campíns, solicitando al congreso que planteara una solución para llevar a cabo reformas políticas con el fin de descentralizar el país y el poder público. Consecuentemente, el Congreso decide crear una comisión especial mixta con el fin de discutir reformas a las leyes vigentes como una posible enmienda constitucional para reformar el poder público. Después de meses de discusión, la comisión propone al congreso una propuesta de enmienda constitucional, el cual permitiría eliminar a largo plazo indirectamente a los distritos y la elección indirecta de autoridades locales. En 1983 fue finalmente aprobada la segunda enmienda, abriendo las puertas para permitir la reforma del estado y su descentralización territorial; en consecuencia, en 1984 es promulgado la nueva ley de régimen municipal, reformando el modo de elección de los concejales y eliminando los distritos.
Posteriormente, en 1984, el presidente Jaime Lusinchi, bajo la presión de la oposición (COPEI, MAS, LCR) para llevar a cabo la profundización de la reforma institucional, decide crear la Comisión Presidencial para la Reforma del Estado (COPRE), con el objetivo examinar la reforma del estado venezolano y su sistema político, impulsando políticas y reformas legales con el fin de asegurar la descentralización territorial en Venezuela. La comisión estuvo formada por 35 miembros, siendo presidido por mucho tiempo por el historiador Ramón José Velásquez. En mayo de 1986 COPRE publicó el documento Propuestas para Reforma Política Inmediata, siendo entregada al Congreso para su discusión. Entre las propuestas novedosas incluían reformar la ley de división política y la de régimen municipal, con el fin de permitir y regular la elección directa de gobernadores estadales y alcaldes, reemplazando a su vez el sistema electoral para escogerlos. Las propuestas también incluían «democratización aumentada de procedimientos internos del partido, y regulación del financiamiento público y privado de los partidos políticos». Estas reformas fueron consideradas como demasiado radicales y el partido gobernante, Acción Democrática, las rechazó públicamente; las reformas derrotadas incluso antes de ser discutidas en el Congreso.
A pesar de los estancamientos de aprobación debido a la negatividad de la bancada de Acción Democrática de aprobar las reformas, finalmente en 1989, luego de la derrota electoral de AD y la impopularidad del partido tras los sucesos del Caracazo, los sectores políticos pactaron en el congreso junto al Gobierno de Carlos Andrés Pérez un acuerdo político para aprobar todas las reformas propuestas por la COPRE como parte de las  soluciones a la crisis social de la época entre ellas el nuevo sistema electoral mixto y la elección directa de alcaldes y Gobernadores.

## Resultados por Estado
| Estado        | Gobernador electo      | Partido/Alianza       | %     |
| ------------- | ---------------------- | --------------------- | ----- |
| Anzoátegui    | Ovidio González        | Copei/ORA/MEP/MAS/PCV | 53,55 |
| Apure         | José Gregorio Montilla | AD/NGD/OPINA          | 56,55 |
| Aragua        | Carlos Tablante        | MAS/MEP/PCV           | 50,51 |
| Barinas       | Rafael Rosales Peña    | AD/URD                | 51,51 |
| Carabobo      | Henrique Salas-Römer   | Copei/MAS/MIN/ORA     | 46,63 |
| Cojedes       | José Gerardo Lozada    | AD/URD                | 47,56 |
| Falcón        | Aldo Cermeño           | Copei/MAS/MEP         | 50,63 |
| Guárico       | Modesto Freites        | AD/URD                | 52,24 |
| Lara          | José Mariano Navarro   | AD/URD                | 40,32 |
| Mérida        | Jesús Rondón Nucete    | Copei/MIN/MEP         | 48,00 |
| Miranda       | Arnaldo Arocha         | Copei                 | 41,36 |
| Monagas       | Guillermo Call         | AD/NGD/URD            | 58,05 |
| Nueva Esparta | Morel Rodríguez        | AD                    | 49,02 |
| Portuguesa    | Elías D'Onghia         | AD/URD                | 38,40 |
| Sucre         | Eduardo Morales Gil    | AD                    | 55,27 |
| Táchira       | José Francisco Ron     | AD/URD                | 45,31 |
| Trujillo      | José Mendéz Quijada    | AD                    | 48,00 |
| Yaracuy       | Nelson Suárez Montiel  | Copei/MAS             | 42,83 |
| Zulia         | Oswaldo Álvarez Paz    | Copei/MAS/MIN         | 38,44 |

| Estado  | Candidato                | Partido                           | Votos  | ¿Electo? | Fuente |
| ------- | ------------------------ | --------------------------------- | ------ | -------- | ------ |
| Bolívar | Andrés Velásquez         | La Causa Radical                  | 72.898 | Sí       | [ 2 ]  |
| Bolívar | Jorge Martínez           | Acción Democrática                | 66.362 | No       | [ 2 ]  |
| Bolívar | Manuel Alfredo Rodríguez | Frente de Oposición               | 36.803 | No       | [ 2 ]  |
| Bolívar | Juan González            | Organización Renovadora Auténtica | 4.094  | No       | [ 2 ]  |
| Bolívar | Antonio José Villalobos  |                                   | 710    | No       | [ 2 ]  |

## Resultados nacionales por partido político

### Votos y porcentaje
| AD        | Copei     | MAS     | LCR    | NGD    | ORA    | PCV    | MEP    | LS     | URD    | Otros   |
| --------- | --------- | ------- | ------ | ------ | ------ | ------ | ------ | ------ | ------ | ------- |
| 1.581.298 | 1.271.314 | 706.893 | 98.590 | 73.366 | 47.242 | 31.486 | 28.866 | 14.741 | 14.416 | 110.078 |
| 39,74%    | 31,95%    | 17,78%  | 2,48%  | 1,85%  | 1,19%  | 0,79%  | 0,73%  | 0,37%  | 0,36%  | 2,76%   |

### Gobernaciones y alcaldías por partido político
Los datos que se presentan a continuación corresponden al resumen del número de alcaldías obtenidas por los partidos políticos, sin que ello implique la militancia del candidato electo a la organización política. Del total de 269 municipios venezolanos para entonces.
| Partido político                | Número de gobernaciones | Número de alcaldías |
| ------------------------------- | ----------------------- | ------------------- |
| Acción Democrática              | 11                      | 152                 |
| Copei                           | 7                       | 101                 |
| Movimiento al Socialismo        | 1                       | 9                   |
| La Causa R                      | 1                       | 2                   |
| Movimiento Electoral del Pueblo |                         | 3                   |
| Partido Comunista de Venezuela  |                         | 1                   |
| MPAS-Renovación                 |                         | 1                   |
| Total                           | 20                      | 269                 |